# District d'Okhaldhunga
Le district d'Okhaldhunga (en népalais : ओखलढुंगा जिल्ला) est l'un des 77 districts du Népal. Il est rattaché à la province de Koshi. La population du district s'élevait à 146 832 habitants en 2011.

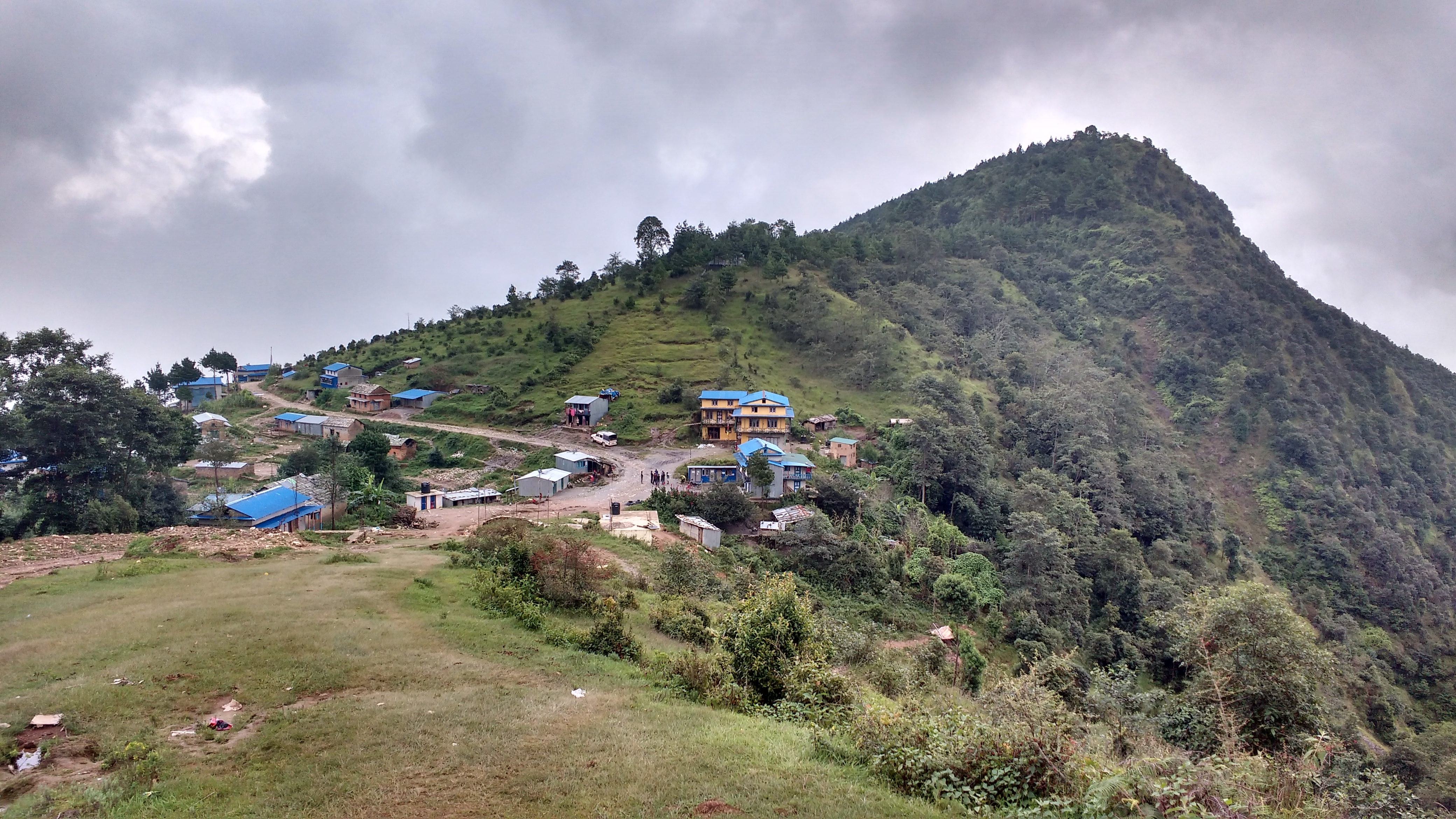
Kosh Bhanjyang, Okhaldhunga

## Histoire
Il faisait partie de la zone de Sagarmatha et de la région de développement Est jusqu'à la réorganisation administrative de 2015 où ces entités ont disparu.

## Subdivisions administratives
Le district d'Okhaldhunga est subdivisé en 8 unités de niveau inférieur, dont une municipalité et 7 gaunpalikas ou municipalités rurales.
| # | Nom             | Nom en népalais | Type         | Population (2011) | Superficie (km2) |
| - | --------------- | --------------- | ------------ | ----------------- | ---------------- |
| 1 | Siddicharan     | सिद्दिचरण          | municipalité | 28 374            | 167,88           |
| 2 | Khijidemba      | खिजिदेम्बा           | gaunpalika   | 15 106            | 179,77           |
| 3 | Champadevi      | चम्पादेवी           | gaunpalika   | 18 613            | 126,91           |
| 4 | Chishankhugadhi | चिशंखुगढी           | gaunpalika   | 15 196            | 126,91           |
| 5 | Manebhyang      | मानेभञ्याङ          | gaunpalika   | 21 082            | 146,61           |
| 6 | Molung          | मोलुङ             | gaunpalika   | 15 862            | 112              |
| 7 | Likhu           | लिखु              | gaunpalika   | 14 049            | 88,03            |
| 8 | Sunkoshi        | सुनकोशी            | gaunpalika   | 18 550            | 143,75           |